# InterAction Council
Das InterAction Council (kurz IAC) ist eine 1983 vom zwischenzeitlich verstorbenen japanischen Premierminister Takeo Fukuda gegründete lose Verbindung früherer Staats- und Regierungschefs. Nach den Angaben von Loki Schmidt haben sich Takeo Fukuda und der deutsche Ex-Bundeskanzler Helmut Schmidt das InterAction Council zusammen ausgedacht und geplant.

## Zweck
Die Mitglieder, ausschließlich ehemalige Inhaber höchster Staatsämter, sollen ihre Erfahrungen und ihr Wissen weitergeben können. Die internationale Zusammenarbeit in den Bereichen Frieden und Sicherheit, Weltwirtschaft sowie Entwicklung und Umwelt soll durch Problemanalysen und Lösungsempfehlungen, die direkt hochrangigen Entscheidungsträgern übermittelt werden, gestärkt werden. Jährlich findet eine Versammlung statt, die eine Abschlusserklärung verfasst.
1987 fand auf Anregung Fukudas zum ersten Mal ein Treffen politischer mit religiösen Führern der fünf großen Weltreligionen in Rom statt. Dort wurde das sogenannte Statement zu globalen Fragen verfasst, welches vier grundlegende Folgerungen zog:
1. Die neu geknüpften Kontakte sollten weiter gepflegt werden,
2. echter Friede sei auf Grund der gemeinsamen Werte nur durch Dialog zu erreichen,
3. die Menschheit solle eine „ausgewogene Wirtschaftsstruktur“ zur Beseitigung der globalen Armut anstreben und
4. die gemeinsame Verantwortung von Frauen und Männern für Entwicklung, Umwelt und Familienplanung betont werden.[2]

1997 schlug das InterAction Council eine „Allgemeine Erklärung der Menschenpflichten“ als Ergänzung zur Allgemeinen Erklärung der Menschenrechte vor. Der Entwurf wurde von Hans Küng in Zusammenhang mit seinem Projekt Weltethos formuliert. Sie fand jedoch keine breite Unterstützung. Insbesondere die westlichen Staaten lehnten diese teils kategorisch ab.

## Mitglieder
(Quelle:)

### Aktive Mitglieder
- Andreas van Agt, Ministerpräsident der Niederlande (1977–1982)
- Bertie Ahern, Ministerpräsident von Irland (1997–2008)
- Óscar Arias Sánchez, Präsident von Costa Rica (1986–1990, 2006–2010)
- Shaukat Aziz, Ministerpräsident von Pakistan (2004–2007)
- Abdullah Ahmad Badawi, Ministerpräsident von Malaysia (2003–2009)
- James Bolger, Ministerpräsident von Neuseeland (1990–1997)
- Gro Harlem Brundtland, Ministerpräsidentin von Norwegen (1981, 1986–1989, 1990–1996)
- Jean Chrétien, Premierminister von Kanada (1993–2003)
- Dacian Cioloș, Ministerpräsident von Rumänien (2015–2017)
- Bill Clinton, Präsident der USA (1993–2001)
- Vigdís Finnbogadóttir, Präsidentin von Island (1980–1996)
- Vicente Fox, Präsident von Mexiko (2000–2006)
- Lawrence Gonzi, Ministerpräsident von Malta (2004–2013)
- Goh Chok Tong, Ministerpräsident von Singapur (1990–2004)
- Tarja Halonen, Präsidentin von Finnland (2000–2012)
- Kabiné Komara, Ministerpräsident von Guinea (2008–2010)
- Bronisław Komorowski, Präsident von Polen (2010–2015)
- Luis Alberto Lacalle, Präsident von Uruguay (1990–1995)
- Lee Hong-koo, Ministerpräsident von Südkorea (1994–1995)
- John Major, Ministerpräsident von Großbritannien (1990–1997)
- Péter Medgyessy, Ministerpräsident von Ungarn (2002–2004)
- Olusegun Obasanjo, Präsident von Nigeria (1999–2007)
- Andrés Pastrana, Präsident von Kolumbien (1998–2002)
- Percival J. Patterson, Ministerpräsident von Jamaika (1992–2006)
- Romano Prodi, Ministerpräsident von Italien (1996–1998, 2006–2008)
- José Ramos-Horta, Präsident von Timor-Leste (2007–2012)
- Jerry John Rawlings, Staatsoberhaupt von Ghana (1986–2000)
- Gerhard Schröder, Bundeskanzler (1998–2005)
- Kostas Simitis, Ministerpräsident von Griechenland (1996–2004)
- Danilo Türk, Präsident von Slowenien (2007–2012)
- Georges Vassiliou, Präsident der Republik Zypern (1992–1993)
- Vaira Vīķe-Freiberga, Präsidentin von Lettland (1999–2007)
- Franz Vranitzky, Bundeskanzler von Österreich (1986–1997)
- Susilo Bambang Yudhoyono, Präsident von Indonesien (2004–2014)
- Ernesto Zedillo Ponce de Léon, Präsident von Mexiko (1994–1999)

### Verstorbene Mitglieder
- Sir James Mitchell, Ministerpräsident von St. Vincent und die Grenadinen (1984–2000)

- Lord Callaghan of Cardiff (1912–2005), Ministerpräsident von Großbritannien (1976–1979)
- Malcolm Fraser (1930–2015), Ehrenvorsitzender und Premierminister von Australien (1975–1983)
- Takeo Fukuda (1905–1995), Gründer und Ministerpräsident von Japan (1976–1978)
- Kurt Furgler (1924–2008), Schweizer Bundesrat (1971–1986)
- Bacharuddin Jusuf Habibie (1936–2019), Präsident von Indonesien (1998–1999)
- Gyula Horn (1932–2013), Ministerpräsident von Ungarn (1994–1998)
- Shin Hyeon-hwak (1920–2007), Ministerpräsident von Südkorea (1979–1980)
- Lee Kuan Yew (1923–2015), Ministerpräsident von Singapur (1959–1990)
- Maria de Lourdes Pintasilgo (1930–2004), Ministerpräsidentin von Portugal (1979–1980)
- Abdelsalam al-Majali (1925–2023), Ministerpräsident von Jordanien (1993–1995, 1997–1998)
- Nelson Mandela (1918–2013), Präsident von Südafrika (1994–1999)
- Ketumile Masire (1925–2017), Präsident von Botswana (1980–1998)
- Kiichi Miyazawa (1919–2007), Ehrenvorsitzender und Ministerpräsident von Japan (1991–1993)
- Shimon Peres (1923–2016), Ministerpräsident von Israel (1984–1986, 1995–1996)
- Jewgeni Primakow (1929–2015), Ministerpräsident von Russland (1998–1999)
- Michel Rocard (1930–2016), Ministerpräsident von Frankreich (1988–1991)
- Helmut Schmidt (1918–2015), ehemaliger Ehrenvorsitzender des IAC und Bundeskanzler der Bundesrepublik Deutschland (1974–1982)
- Kalevi Sorsa (1930–2004), Ministerpräsident von Finnland (1972–1975, 1977–1979, 1982–1987)
- Pierre Elliott Trudeau (1919–2000), Ministerpräsident von Kanada (1968–1979, 1980–1984)
- Richard von Weizsäcker (1920–2015), Bundespräsident der Bundesrepublik Deutschland (1984–1994)